# Bernat d'Alió
Bernat d'Alió (Cerdanya? — Perpinyà, 1258) fou un senyor feudal del segle xiii, senyor del Donasà i del Capcir.
El seu pare també es deia Bernat d'Alió (sovint escrit de Llo), i s'havia casat amb la germana del comte de Foix Roger Bernat II, Esclaramonda.
Era familiar dels germans Niort. Relacionat amb el món dels càtars, va ser cremat viu a Perpinyà, a càusa d'una denúncia d'Hug de Fenollet i condemnat per l'inquisidor fra Pere de Tenes.
Com a curiositat, el seu nom surt esmentat a la novel·la La sang dels innocents, de Julia Navarro.